# Dadobia immersa
Dadobia immersa är en skalbaggsart som först beskrevs av Wilhelm Ferdinand Erichson 1837.  Dadobia immersa ingår i släktet Dadobia, och familjen kortvingar. Arten är reproducerande i Sverige.